# Lomami (rivier)

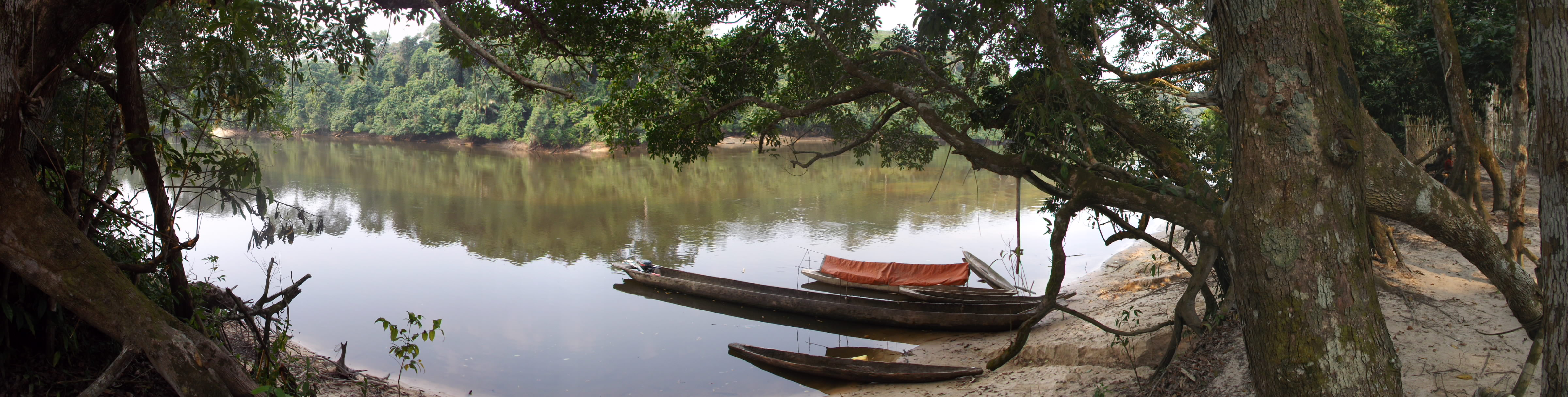
De Lomami bij Katopa Camp

De Lomami is een rivier in Congo-Kinshasa. Het is een zijrivier van de Kongo. De Lomami is ongeveer 1280 kilometer lang en heeft een stroomgebied van 110.000 km².
De Lomami ontstaat in het zuiden van het land, in de buurt van Kamina bij de grens van de stroomgebieden van de rivier de Kongo en de Zambezi. Ze voegt zich bij de Kongo in de buurt van de plaats Isangi.
In oktober 1889 verkende Camille Janssen, algemeen gouverneur van de Kongo-Vrijstaat, de rivier op de Ville de Bruxelles. Hij voer 116 uur voordat de rivier onbevaarbaar werd.
De naam van de rivier wordt gebruikt voor een aantal soorten, waaronder de aap Cercopithecus lomamiensis en de bloemvormende plant Pavetta lomamiensis.
In het midden van het stroomgebied ligt het Nationaal park Lomami.